# Valentijn Overeem
Valentijn Overeem (Pronúncia neerlandesa: [ˈvaːləntɛin ˈoːvəreːm]; Amersfoort, Utrecht, 17 de agosto de 1976) é um kickboxer e lutador de MMA neerlandês. Anteriormente, lutou por Pride Fighting Championships, RINGS, KSW, K-1, M-1 Global, It's Showtime e Strikeforce. Atualmente, luta pelo United Glory. Ele tem treinado Muay thai, Submission wrestling, Jiu-jítsu brasileiro, Sambo e Luta.

## Biografia e carreira
Overeem nasceu nos Amersfoort, Países Baixos. Está associado com a academia Imperial Athletics em Boca Raton, Flórida, onde treina com seu irmão mais novo Alistair.
Em 9 de junho de 2010, Overeem assinou para lutar com o Strikeforce. Ele estava programado para lutar com o brasileiro Antônio Pezão no dia 4 de dezembro de 2010, mas sofreu uma lesão que o retirou dessa luta. Finalmente, fez sua estreia promocional contra o neozelandês Ray Sefo em Strikeforce: Fedor vs. Silva, em 12 de fevereiro de 2011, onde venceu no primeiro round usando sua manivela de pescoço.
Depois, retornou contra Chad Griggs em Strikeforce: Overeem vs. Werdum, em 18 de junho de 2011, em Dallas, Texas. Overeem perdeu após ter sido retirado da área de luta com socos.
Em 13 de agosto de 2011, o Golden Glory anunciou que Overeem havia sido liberado de seu contrato com Strikeforce.
Em 25 de fevereiro de 2012, Overeem venceu sua luta contra o polonês Marcin Różalski pelo KSW 18, em Płock, Polônia. Nessa oportunidade, Overeem substituiu Jérôme Le Banner, machucado, e, mesmo com apenas dois dias de aviso antes do dia do combate, venceu no primeiro round por submissão.
Overeem voltou a lutar kickboxing em 23 de fevereiro de 2013, quando enfrentou o ex-boxeador profissional e então kickboxer James Wilson, que vinha de 16 anos de inatividade. O duelo foi realizado em Miami, no evento de estreia do S-1 Challenge, que mais tarde foi descartada em um No Contest.
Em 7 de dezembro de 2013, Overeem lutou contra Mikhail Mokhnatkin no Fight Nights - Battle of Moscow 14, em Moscovo. Overeem foi derrotado por nocaute no primeiro round.
Overeem enfrentou Konstantin Gluhov em uma revanche em 12 de abril de 2014, em luta válida pelo PFC 6: Pancrase Fighting Championship 6, na qual o holandês perdeu novamente no primeiro round por nocaute.
Overeem, então, perderia sua próxima luta pelo TKO at HOG: House of Gladiators 9, ainda no primeiro round.

## Títulos conquistados e honrarias
Fighting Network RINGS e outras promoções
- Vice-campeão do RINGS King of Kings 2000 Tournament
- Campeão do RINGS Free Fight Dutch Heavyweight
- Campeão do Durata World Grand Prix 2003 Tournament

## Cartel no MMA
| Cartel no MMA   |             |             |
| 68 lutas        | 32 vitórias | 36 derrotas |
| Por nocaute     | 12          | 16          |
| Por finalização | 19          | 19          |
| Por decisão     | 1           | 1           |

| Res.    | Cartel | Oponente                 | Método                                 | Evento                                          | Data                    | Round | Tempo | Local                                        | Notas                                    |
| ------- | ------ | ------------------------ | -------------------------------------- | ----------------------------------------------- | ----------------------- | ----- | ----- | -------------------------------------------- | ---------------------------------------- |
| Derrota | 32–34  | Ante Delija              | Nocaute técnico (punches)              | HOG: House of Gladiators 9                      | 3 de julho de 2014      | 1     | 1:24  | Dubrovnik, Croácia                           |                                          |
| Derrota | 32–33  | Konstantin Gluhov        | Nocaute (punch)                        | PFC 6: Pancrase Fighting Championship 6         | 12 de abril de 2014     | 1     | 2:33  | Marselha, França                             | For the PFC Heavyweight Championship.    |
| Derrota | 32–32  | Mikhail Mokhnatkin       | Submissão (strikes)                    | Fight Nights: Battle of Moscow 14               | 7 de dezembro de 2013   | 1     | 4:45  | Moscovo, Rússia                              |                                          |
| Derrota | 32–31  | Konstantin Gluhov        | Nocaute (knee)                         | PFC 5: Clash of the Titans                      | 27 de abril de 2013     | 1     | 2:48  | Marselha, França                             | For the PFC Heavyweight Championship.    |
| Derrota | 32–30  | Michael Knaap            | Nocaute técnico (punches)              | Beast of the East                               | 14 de abril de 2013     | 1     | 3:03  | Zutphen, Holanda                             |                                          |
| Derrota | 32–29  | Evgeny Erokhin           | Nocaute técnico (punches)              | Pankration: Battle Of Empires 2                 | 15 de dezembro de 2012  | 1     | 4:43  | Khabarovsk, Rússia                           |                                          |
| Derrota | 32–28  | Michal Kita              | Submissão (guillotine choke)           | Oktagon Italy                                   | 24 de março de 2012     | 1     | 4:03  | Assago, Lombardia, Itália                    |                                          |
| Vitória | 32–27  | Marcin Rózalski          | Submissão (toe hold)                   | KSW 18                                          | 25 de fevereiro de 2012 | 1     | 2:24  | Plock, Polônia                               |                                          |
| Derrota | 31–27  | Chad Griggs              | Submissão (punches)                    | Strikeforce: Overeem vs. Werdum                 | 18 de junho de 2011     | 1     | 2:55  | Dallas, Texas, Estados Unidos                | Strikeforce Heavyweight GP Reserve Bout. |
| Vitória | 31–26  | Ray Sefo                 | Submissão (baseball choke)             | Strikeforce: Fedor vs. Silva                    | 12 de fevereiro de 2011 | 1     | 1:37  | East Rutherford, Nova Jérsei, Estados Unidos | Strikeforce Heavyweight GP Reserve Bout. |
| Vitória | 30–26  | Catalin Zmarandescu      | Nocaute (knee)                         | K-1 World Grand Prix 2010 in Bucharest          | 21 de maio de 2010      | 1     | 0:50  | Bucareste, Romênia                           |                                          |
| Vitória | 29–26  | Tengiz Tedoradze         | Nocaute (head kick)                    | Pancrase Fighting Championship 2                | 17 de abril de 2010     | 1     | 0:06  | Marselha, França                             |                                          |
| Derrota | 28–26  | Rafal Dabrowski          | Submissão (punches)                    | Beast Of The East                               | 14 de novembro de 2009  | 1     | 1:17  | Gdynia, Polônia                              |                                          |
| Derrota | 28–25  | Nikolai Onikienko        | Nocaute técnico (broken nose)          | Ultimate Glory 11: A Decade of Fights           | 17 de outubro de 2009   | 1     | 0:47  | Amsterdã, Holanda                            |                                          |
| Vitória | 28–24  | Kazuo Takahashi          | Nocaute (flying knee)                  | World Victory Road Presents: Sengoku 4          | 24 de agosto de 2008    | 1     | 2:42  | Japão                                        |                                          |
| Vitória | 27–24  | Sasa Lazic               | Submissão (kimura)                     | LOTR: Schilt vs. Guelmino                       | 12 de janeiro de 2008   | 1     | 0:33  | Sérvia                                       |                                          |
| Derrota | 26–24  | Milco Voorn              | Submissão (choke)                      | King of the Ring                                | 25 de março de 2006     | 1     | 0:45  | Holanda                                      |                                          |
| Derrota | 26–23  | Gilbert Yvel             | Submissão (armbar)                     | It's Showtime Boxing & MMA Event 2005 Amsterdam | 12 de junho de 2005     | 1     | 4:30  | Amsterdã, Holanda                            |                                          |
| Derrota | 26–22  | Shungo Oyama             | Submissão (toe hold)                   | Hero's 1                                        | 26 de março de 2005     | 1     | 1:28  | Saitama, Japão                               |                                          |
| Derrota | 26–21  | Kresimir Bogdanovic      | Nocaute técnico (injury)               | Ultimate Nokaut 1                               | 11 de março de 2005     | 1     | N/A   | Croácia                                      |                                          |
| Vitória | 26–20  | Ross Pointon             | Nocaute técnico (elbows)               | Anarchy Fight Night                             | 20 de fevereiro de 2005 | 1     | 0:59  | Inglaterra                                   |                                          |
| Derrota | 25–20  | Dave Dalgliesh           | Nocaute (strikes)                      | 2 Hot 2 Handle                                  | 10 de outubro de 2004   | 2     | N/A   | Holanda                                      |                                          |
| Vitória | 25–19  | Autimio Antonia          | Nocaute (punches)                      | CFC 1: Cage Carnage                             | 11 de julho de 2004     | 1     | 0:57  | Essex, Holanda                               |                                          |
| Vitória | 24–19  | Roman Savochka           | Submissão (guillotine choke)           | Durata World Grand Prix 3                       | 12 de dezembro de 2003  | 1     | 0:31  | Croácia                                      |                                          |
| Vitória | 23–19  | Milco Voorn              | Submissão (smother choke)              | Durata World Grand Prix 3                       | 12 de dezembro de 2003  | 1     | 1:21  | Croácia                                      |                                          |
| Vitória | 22–19  | Andrei Rudakov           | Submissão (americana)                  | Durata World Grand Prix 3                       | 12 de dezembro de 2003  | 1     | 0:21  | Croácia                                      |                                          |
| Derrota | 21–19  | Dave Vader               | Nocaute técnico (injury)               | It's Showtime 2003 Amsterdam                    | 8 de junho de 2003      | 1     | 3:22  | Amsterdã, Holanda                            |                                          |
| Derrota | 21–18  | Mikko Rupponen           | Decisão (split)                        | Fight Festival 7                                | 19 de maio de 2003      | 1     | 15:00 | Finlândia                                    |                                          |
| Derrota | 21–17  | Ibragim Magomedov        | Nocaute técnico (corner stoppage)      | M-1 MFC - Russia vs. the World 5                | 6 de abril de 2003      | 1     | 3:20  | São Petersburgo, Rússia                      |                                          |
| Derrota | 21–16  | Ron Waterman             | Submissão (americana)                  | Pride 24                                        | 23 de dezembro de 2002  | 1     | 2:18  | Japão                                        |                                          |
| Derrota | 21–15  | Rodney Glunder           | Submissão (forfeit)                    | 2H2H 5: Simply the Best 5                       | 13 de outubro de 2002   | 1     | 3:00  | Amsterdã, Holanda                            |                                          |
| Derrota | 21–14  | Aaron Brink              | Nocaute técnico (punches)              | WFA 2: Level 2                                  | 5 de julho de 2002      | 1     | 2:24  | Nevada, Estados Unidos                       |                                          |
| Vitória | 21–13  | Marc Emmanuel            | Nocaute técnico (leg kicks)            | 2H2H 4: Simply the Best 4                       | 17 de março de 2002     | 1     | 1:12  | Holanda                                      |                                          |
| Derrota | 20–13  | Igor Vovchanchyn         | Submissão (heel hook)                  | Pride 18                                        | 23 de dezembro de 2001  | 1     | 4:35  | Fukuoka, Japão                               |                                          |
| Derrota | 20–12  | Assuério Silva           | Submissão (heel hook)                  | Pride 15                                        | 29 de julho de 2001     | 1     | 2:50  | Saitama, Japão                               |                                          |
| Derrota | 20–11  | Gary Goodridge           | Submissão (punches)                    | Pride 14 - Clash of the Titans                  | 27 de maio de 2001      | 1     | 2:39  | Yokohama, Japão                              |                                          |
| Vitória | 20–10  | Ian Freeman              | Submissão (knees)                      | 2H2H 2: Simply The Best                         | 18 de março de 2001     | 1     | 1:42  | Holanda                                      |                                          |
| Derrota | 19–10  | Antônio Rodrigo Nogueira | Submissão (arm-triangle choke)         | Rings: King of Kings 2000 Final                 | 24 de fevereiro de 2001 | 1     | 1:20  | Tóquio, Japão                                |                                          |
| Vitória | 19–9   | Randy Couture            | Submissão (guillotine choke)           | Rings: King of Kings 2000 Final                 | 24 de fevereiro de 2001 | 1     | 0:56  | Tóquio, Japão                                |                                          |
| Vitória | 18–9   | Yoshihisa Yamamoto       | Submissão (armbar)                     | Rings: King of Kings 2000 Final                 | 24 de fevereiro de 2001 | 1     | 0:45  | Tóquio, Japão                                |                                          |
| Vitória | 17–9   | Jerrel Venetiaan         | Submissão (toe hold)                   | It's Showtime - Christmas Edition               | 12 de dezembro de 2000  | 1     | 1:27  | Haarlem, Holanda                             |                                          |
| Vitória | 16–9   | Suren Balachinskiy       | Nocaute técnico (knees)                | Rings: King of Kings 2000 Block A               | 9 de outubro de 2000    | 1     | 2:13  | Tóquio, Japão                                |                                          |
| Vitória | 15–9   | Renato Sobral            | Submissão (toe hold)                   | Rings: King of Kings 2000 Block A               | 9 de outubro de 2000    | 1     | 2:19  | Tóquio, Japão                                |                                          |
| Vitória | 14–9   | Joe Slick                | Submissão (achilles lock)              | Rings: Millennium Combine 3                     | 23 de agosto de 2000    | 1     | 0:36  | Osaka, Japão                                 |                                          |
| Vitória | 13–9   | Tuli Kulihaapai          | Technical Submissão (armbar)           | Rings USA: Rising Stars Block B                 | 22 de julho de 2000     | 1     | 2:05  | Havaí, Estados Unidos                        |                                          |
| Derrota | 12–9   | Tommy Sauer              | Nocaute técnico (punches)              | Rings USA: Rising Stars Block B                 | 22 de julho de 2000     | 1     | 0:35  | Havaí, Estados Unidos                        |                                          |
| Vitória | 12–8   | Brad Kohler              | Submissão (kneebar)                    | Rings: Millennium Combine 2                     | 15 de junho de 2000     | 1     | 0:31  | Tóquio, Japão                                |                                          |
| Vitória | 11–8   | Fatih Kocamis            | Nocaute (punch)                        | Rings Holland: Di Capo Di Tutti Capi            | 4 de junho de 2000      | 2     | 0:47  | Holanda                                      |                                          |
| Derrota | 10–8   | Achmed Labasanov         | Submissão (achilles lock)              | Rings Russia: Russia vs. The World              | 20 de maio de 2000      | 1     | 3:50  | Yekaterinburgo, Rússia                       |                                          |
| Vitória | 10–7   | Dennis Reed              | Technical Submissão (guillotine choke) | 2 Hot 2 Handle 1                                | 5 de março de 2000      | 1     | 0:28  | Holanda                                      |                                          |
| Derrota | 9–7    | Hiromitsu Kanehara       | Nocaute (strikes)                      | Rings Holland: There Can Only Be One Champion   | 6 de fevereiro de 2000  | 1     | 4:14  | Holanda                                      |                                          |
| Derrota | 9–6    | Antônio Rodrigo Nogueira | Technical Submissão (americana)        | Rings: King of Kings 1999 Block A               | 28 de outubro de 1999   | 1     | 1:51  | Tóquio, Japão                                |                                          |
| Vitória | 9–5    | Hiromitsu Kanehara       | Nocaute técnico (punch to the body)    | Rings: Rise 3rd                                 | 22 de maio de 1999      | 1     | 4:35  | Japão                                        |                                          |
| Derrota | 8–5    | Yoshihisa Yamamoto       | Submissão (armbar)                     | Rings: Rise 1st                                 | 20 de março de 1999     | 1     | 2:40  | Japão                                        |                                          |
| Derrota | 8–4    | Gilbert Yvel             | Nocaute técnico (shoulder injury)      | Rings Holland: Who's the Boss                   | 7 de junho de 1998      | 1     | 0:38  | Holanda                                      |                                          |
| Vitória | 8–3    | Kiyoshi Tamura           | Submissão (kneebar)                    | Rings: Fighting Integration II                  | 16 de abril de 1998     | 1     | 6:39  | Osaka, Japan                                 |                                          |
| Vitória | 7–3    | Kenichi Yamamoto         | Nocaute técnico (punches)              | Rings: Fighting Integration                     | 28 de março de 1998     | 1     | 6:39  | Japão                                        |                                          |
| Vitória | 6–3    | Dexter Casey             | Submissão (guillotine choke)           | Night of the Samurai 1                          | 7 de março de 1998      | 1     | 1:50  | Inglaterra                                   |                                          |
| Vitória | 5–3    | Chris Haseman            | Decisão (majority)                     | Rings Holland: The King of Rings                | 8 de fevereiro de 1998  | 2     | 5:00  | Holanda                                      |                                          |
| Derrota | 4–3    | Wataru Sakata            | Submissão (toe hold)                   | Rings - Extension Fighting 7                    | 26 de setembro de 1997  | 1     | 2:16  | Sapporo, Japão                               |                                          |
| Derrota | 4–2    | Mitsuya Nagai            | Submissão                              | Rings: Fighting Extension III                   | 23 de maio de 1997      | 1     | 4:58  | Sendai, Japão                                |                                          |
| Vitória | 4–1    | Cees Bezems              | Submissão (heel hook)                  | Rings Holland - Utrecht at War                  | 29 de junho de 1997     | 1     | 0:56  | Holanda                                      |                                          |
| Vitória | 3–1    | Masayuki Naruse          | Nocaute técnico (doctor stoppage)      | Rings Holland - The Final Challenge             | 2 de fevereiro de 1997  | 1     | 3:58  | Holanda                                      |                                          |
| Derrota | 2–1    | Wataru Sakata            | Submissão (armbar)                     | Rings: Maelstrom V                              | 16 de julho de 1996     | 1     | 6:24  | Osaka, Japão                                 |                                          |
| Vitória | 2–0    | Jeroen Waringa           | Nocaute (punch)                        | Fight Gala: Mix Fight Night                     | 15 de junho de 1996     | 1     | N/A   | Holanda                                      |                                          |
| Vitória | 1–0    | Tjerk Vermanen           | Submissão (rear-naked choke)           | Rings Holland - Kings of Martial Arts           | 18 de fevereiro de 1996 | 1     | 0:44  | Holanda                                      |                                          |